# Telmatoscopus mcclurei
Telmatoscopus mcclurei är en tvåvingeart som beskrevs av Quate 1962. Telmatoscopus mcclurei ingår i släktet Telmatoscopus och familjen fjärilsmyggor. Inga underarter finns listade i Catalogue of Life.